# Чауси
Чауси (біл. Чавусы) — місто (з 1604) в Могильовській області Білорусі, районний центр. Населення 10,4 тис. жителів (2008).

## Географія
Розташований на річці Бася, притоці Проні.

## Розташування

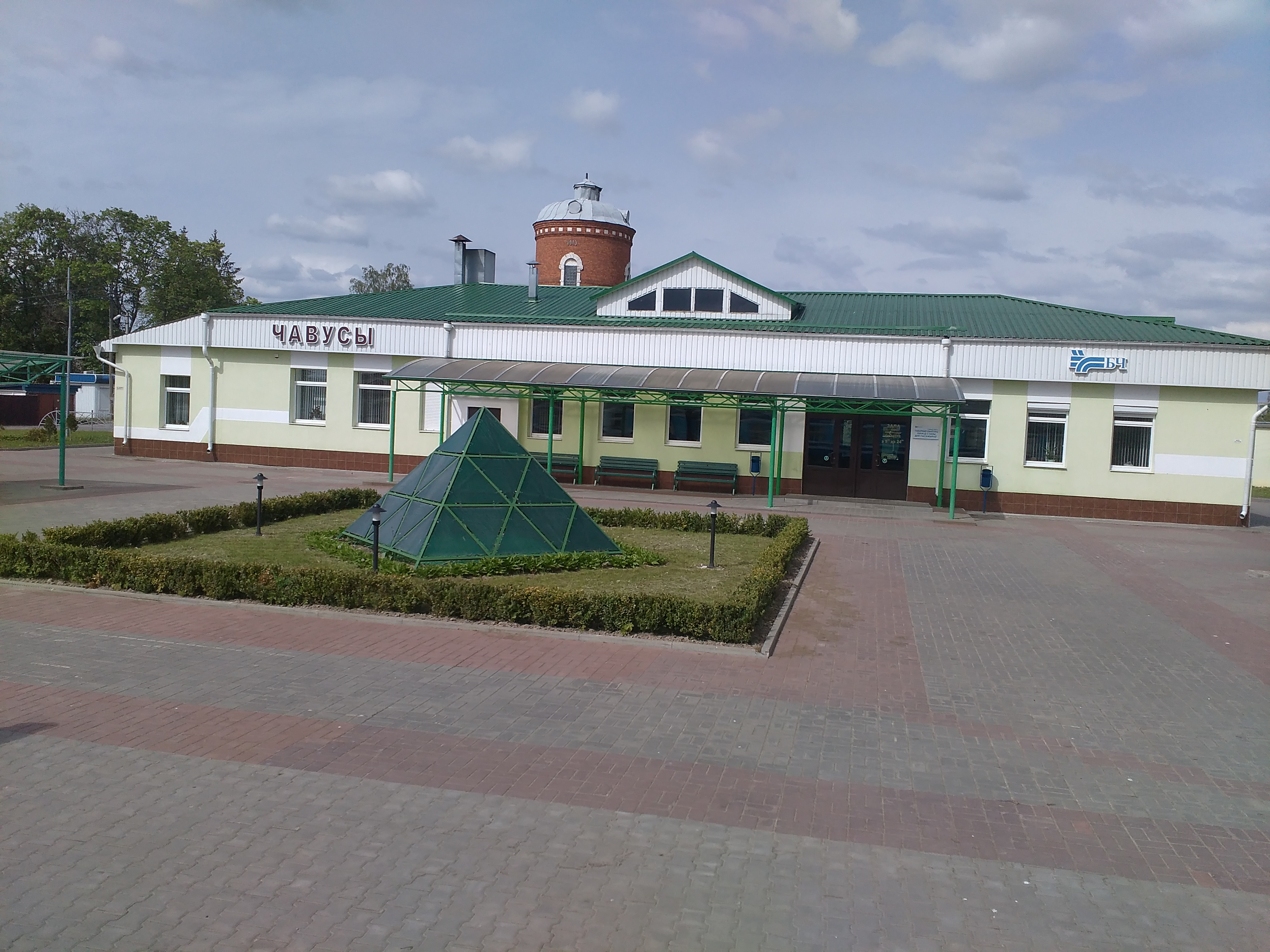
Залізничний вокзал

Знаходиться за 41 км від м. Могильова. Однойменна залізнична станція розташована за 5 км на лінії Могильов — Кричев. Вузол автомобільних доріг на Могильов, Кричев, Мстиславль, Чериков.

## Економіка
Підприємства міста випускають молочну продукцію, здійснюють первинну обробку льону, виготовляють будівельні матеріали.

## Історія
Наприкінці грудня 1655 року командувач козацьких відділів Білорусі — полковник Іван Нечай — відмовив московитам впустити їх воєводу до міста (також до Старого Бихова). Антін Жданович за заданням гетьмана Богдана Хмельницького прибув 19 травня 1656 року до Чаусів для вивчення ситуації, її розв'язання. Московити були незадоволені місією А. Ждановича.

## Відомі люди
- Нечай Іван — полковник козацький білоруський (1654–1659), під час перебування в Білорусі найчастіше перебував тут.[3]